# Andrus Värnik
Andrus Värnik (født 27. september 1977 i Antsla, Sovjetunionen) er en estisk atletikudøver (spydkaster), der vandt guld i spydkast ved VM i 2005 i Helsingfors. Han vandt desuden sølv i samme disciplin ved VM i Paris i 2003